# أبوليناريوس بطريرك الإسكندرية
أبوليناريوس (Απολλινάριος) كان بطريرك الإسكندرية للروم الأرثوذكس من 551 الي 569. قبل تعيينه من قبل جستنيان الأول ، كان قارئًا لدير سلامة . 
في بداية عام 553 ، وقع رسالة من البطريرك أوتيكيوس بطريرك القسطنطينة إلى البابا فيجيليوس مع طلب لرئاسة المجمع المسكوني في قضية «الفصول الثلاثة».
حضر جميع اجتماعات المجمع المسكوني الخامس ووقع علي بنوده.